# Cantón de Saint-Pierreville
El cantón de Saint-Pierreville era una división administrativa francesa, que estaba situada en el departamento de Ardecha y la región de Ródano-Alpes.

## Composición
El cantón estaba formado por nueve comunas:
- Albon-d'Ardèche
- Beauvène
- Gluiras
- Issamoulenc
- Marcols-les-Eaux
- Saint-Étienne-de-Serre
- Saint-Julien-du-Gua
- Saint-Pierreville
- Saint-Sauveur-de-Montagut

## Supresión del cantón de Saint-Pierreville
En aplicación del Decreto nº 2014-148 de 13 de febrero de 2014, el cantón de Saint-Pierreville fue suprimido el 22 de marzo de 2015 y sus 9 comunas pasaron a formar parte del nuevo cantón de Le Cheylard.